# Garnet〜禁断の園へ〜
「Garnet 〜禁断の園へ〜」はKlahaがMALICE MIZER加入後4枚目のシングルであり、ラストシングルである。2001年11月30日にMidi:Nette M.†.Mから発売された。

## 収録曲
1. Garnet 〜禁断の園へ〜 [4:33]
2. 幻想楽園 [5:26]
3. Garnet 〜禁断の園へ〜(Instrumental) [4:34]
4. 幻想楽園(Instrumental)〜 [5:24]